# Кінний завод (зупинний пункт)
Кінний завод (Конезавод) — пасажирський залізничний зупинний пункт Знам'янської дирекції Одеської залізниці на електрифікованій лінії Павлиш — Користівка між станцією Лікарівка (3,9 км) та зупинним пунктом 309 км (2,5 км). Розташований в Олександрійському районі Кіровоградської області.

## Пасажирське сполучення
На платформі Кінний завод зупиняються приміські поїзди сполученням Кременчук — Знам'янка.